# Simão (ur. 1968)
Reinaldo Vicente Simão (ur. 23 października 1968) – brazylijski piłkarz występujący na pozycji pomocnika.

## Kariera klubowa
Od 1990 do 2004 roku występował w klubach EC Juventude, SC Internacional, Corinthians Paulista, Portuguesa Desportos, Bellmare Hiratsuka, São Caetano, Fenerbahçe SK, Ankaragücü, Goiás EC.